# 199 Puppis
199 Puppis (P Puppis) é uma estrela na direção da Puppis. Possui uma ascensão reta de 07h 49m 14.30s e uma declinação de −46° 22′ 23.6″. Sua magnitude aparente é igual a 4.10. Considerando sua distância de 1964 anos-luz em relação à Terra, sua magnitude absoluta é igual a −4.80. Pertence à classe espectral B0III.